# Hosta gracillima
Hosta gracillima är en sparrisväxtart som beskrevs av Fumio Maekawa. Hosta gracillima ingår i släktet funkior, och familjen sparrisväxter. Inga underarter finns listade i Catalogue of Life.